# Azraqites
Azraqites (ou Azarakites dans les ouvrages anciens) sont les membres d’un mouvement appelé en arabe Azâriqa qui s’est réclamé du kharijisme. Au sein du mouvement kharijite, les azraqites sont fréquemment qualifiés d’extrémistes.

## Histoire
La dizaine de Kharijites qui ont échappé au massacre de la bataille de Nahrawân (659) se sont regroupés. Ils reprennent leur activité de propagande. Le 26 janvier 661, ils organisent le triple assassinat de ceux qu’ils considèrent comme à l’origine de la division des musulmans, c'est-à-dire les deux adversaires de l’arbitrage qui a suivi la bataille de Siffin (657) le Calife légitime: ʿAlī ibn Abī T̩ālib à Koufa, le prétendant omeyyade Mu`âwîya Ier à Damas ainsi que l’arbitre en faveur de ce dernier ʿAmr ibn al-ʿĀṣ en Égypte. Ce triple assassinat échoue; le Calife  ʿAlī est mort de ses blessures, Mu`âwîya est blessé et survit et ʿAmr échappe complètement à l'attentat.
De religieuse, au début le kharijisme prend le caractère d’une dissidence politique, dont la masse de manœuvre est formée des hordes bédouines dont le Coran dit :

« Les Arabes du désert sont les plus endurcis dans leur infidélité et dans leur hypocrisie, et il est naturel qu’ils ignorent les préceptes que Dieu a révélés à son apôtre. Dieu est sage et savant. »

— Le Coran, « L’Immunité ou le Repentir », IX, 97, (ar) التوبة
Les Sufrites se regroupent dans le Khuzestan, les Azraqites se regroupent à Bassorah. Ils sont conduits par Nâfi` ben Azraq. C’est pour cette raison qu’ils sont nommés azraqites. Ils émigrent vers le Khuzestan, après s’être séparés des ibadites plus modérés qui sont restés dans la région de Bassorah. À cause des attaques dont il est l’objet, ce groupe se déplace toujours plus vers l’est. Ils vont dans le Fars, puis dans le Kerman. En 687, un nouveau chef, Qatarî ben al-Fuja`a, prend la direction de cette communauté. Il crée un anticalifat et se déclare commandeur des croyants Il réussit à réoccuper quelques villes du Fars et de la région d’Ahvaz; mais il doit à nouveau reculer devant l’offensive lancée par les troupes armées du calife omeyyade `Abd al-Malik sous les ordres de l'émir Al-Hajjaj. Qatarî ben al-Fuja`a est tué en 699/700. Les azraqites disparaissent alors.

## Doctrine
Les azraqites professent un dogmatisme intransigeant. Le pouvoir des Omeyyades est considéré comme usurpé par tous les Kharijites. Pour les azraqites, tous ceux qui ne se révoltent pas contre ce pouvoir injuste sont des pécheurs, l’opportunisme et la neutralité sont exclus du comportement des azraqites. La dissimulation légale (Taqiya), pratiquée par les chiites quand ils sont dans un milieu hostile, est rigoureusement interdite. Ils ont deux pratiques inconnues des autres courants doctrinaux de l’islam :
- L’examen probatoire (Imtihân[9]) consiste à exiger de tout néophyte kharidjite, comme gage de sa sincérité, d’égorger un adversaire prisonnier, se référant au fait que le prophète avait demandé à `Ali de couper la tête de prisonniers mecquois.
- Le meurtre religieux (Isti`râdh[10]), qui autorise la mise à mort des hommes mais aussi des femmes et des enfants, fussent-ils impubères, de ces adversaires[8].

Les autres musulmans sont considérés comme des incroyants (muchrik) et traités comme tels. Leur territoire est considéré comme domaine des infidèles (kafir) ou domaine de l'incroyance (Dar al-kufr) ce qui autorise de s’attaquer aux personnes et aux biens. Les azraqites considèrent qu’il est licite de tuer les jeunes enfants nés de parents considérés comme muchrik. En revanche il est illégal de soumettre une femme convaincue d’adultère à la lapidation. L’auteur d’une calomnie envers un homme respectable n’est pas soumis à la peine prévue de quatre-vingt coups de fouet mais celui qui commet la même faute envers une femme est soumis à cette peine.

« Les musulmans refusant leur doctrine étaient pourchassés et mis à mort alors que les chrétiens et les juifs n'étaient pas inquiétés et considérés comme simples dimmi (protégés).

Plus de cinquante ans après la naissance de la secte, Wasil ibn `Ata, le fondateur de l'école mu`tazilite n'eut la vie sauve, lors d'une rencontre avec les Azariqa, que parce qu'il affirma ne pas être musulman. »

— Djaffar Mohamed-Sahnoun, Op. cit. (lire en ligne), chap. I (« Le pré-chi'isme : les trois premiers imams »), p. 34.